# Coux et Bigaroque-Mouzens
Coux et Bigaroque-Mouzens est une commune française située dans le département de la Dordogne, en région Nouvelle-Aquitaine. Elle a été créée le 1er janvier 2016 sous le statut de commune nouvelle et regroupe les anciennes communes de Coux-et-Bigaroque et Mouzens.

## Géographie

### Généralités
La commune nouvelle regroupe les communes de Coux-et-Bigaroque et Mouzens, qui deviennent des communes déléguées le 1er janvier 2016. Son chef-lieu se situe à Coux-et-Bigaroque.
En Périgord noir, dans le quart sud-est du département de la Dordogne, la commune est bordée au sud par la Dordogne.
À l'intersection des routes départementales (RD) 51 et 703, le bourg du Coux, où est implantée la mairie, est situé, en distances orthodromiques, cinq kilomètres à l'est-sud-est du Buisson-de-Cadouin et sept kilomètres au sud-ouest de Saint-Cyprien.
Le territoire communal est également desservi par la RD 703E1.
| Carte des communes fondatrices de Coux et Bigaroque-Mouzens. |

### Communes limitrophes
Coux et Bigaroque-Mouzens est limitrophe de huit autres communes, dont Berbiguières à l'est sur 120 mètres et Audrix au nord sur 200 mètres. Au sud-ouest, le territoire d'Urval est distant de moins de 450 mètres.
| Saint-Chamassy        | Audrix — Campagne         | Saint-Cyprien |
| Le Buisson-de-Cadouin | Coux et Bigaroque-Mouzens | Berbiguières  |
|                       | Siorac-en-Périgord        | Marnac        |

### Géologie et relief

#### Géologie
Situé sur la plaque nord du Bassin aquitain et bordé à son extrémité nord-est par une frange du Massif central, le département de la Dordogne présente une grande diversité géologique. Les terrains sont disposés en profondeur en strates régulières, témoins d'une sédimentation sur cette ancienne plate-forme marine. Le département peut ainsi être découpé sur le plan géologique en quatre gradins différenciés selon leur âge géologique. Coux et Bigaroque-Mouzens est située dans le troisième gradin à partir du nord-est, un plateau formé de calcaires hétérogènes du Crétacé.
Les couches affleurantes sur le territoire communal sont constituées de formations superficielles du Quaternaire et de roches sédimentaires datant pour certaines du Cénozoïque, et pour d'autres du Mésozoïque. La formation la plus ancienne, notée j6-7, date du Kimméridgien terminal au Tithonien, composée de calcaires micritiques en petits bancs alternant avec des bancs marneux à lumachelles. La formation la plus récente, notée CFvs, fait partie des formations superficielles de type colluvions carbonatées de vallons secs : sable limoneux à débris calcaires et argile sableuse à débris. Le descriptif de ces couches est détaillé dans  la feuille « no 807 - Le Bugue » de la carte géologique au 1/50 000 de la France métropolitaine, et sa notice associée.

Carte géologique de Coux et Bigaroque-Mouzens.

#### Relief et paysages
Le département de la Dordogne se présente comme un vaste plateau incliné du nord-est (491 m, à la forêt de Vieillecour dans le Nontronnais, à Saint-Pierre-de-Frugie) au sud-ouest (2 m à Lamothe-Montravel). L'altitude du territoire communal varie quant à elle entre 45 m et 245 m.
Dans le cadre de la Convention européenne du paysage entrée en vigueur en France le 1er juillet 2006, renforcée par la loi du 8 août 2016 pour la reconquête de la biodiversité, de la nature et des paysages, un atlas des paysages de la Dordogne a été élaboré sous maîtrise d’ouvrage de l’État et publié en octobre 2020. Les paysages du département s'organisent en huit unités paysagères et 14 sous-unités. La commune fait partie du Périgord noir, un paysage vallonné et forestier, qui ne s’ouvre que ponctuellement autour de vallées-couloirs et d’une multitude de clairières de toutes tailles. Il s'étend du nord de la Vézère au sud de la Dordogne (en amont de Lalinde) et est riche d’un patrimoine exceptionnel.
La superficie cadastrale de la commune publiée par l'Insee, qui sert de référence dans toutes les statistiques, est de 27,47 km2,.

### Climat
Pour des articles plus généraux, voir Climat de la Nouvelle-Aquitaine et Climat de la Dordogne.
Historiquement, la commune est exposée à un climat océanique aquitain.  
En 2020, Météo-France publie une typologie des climats de la France métropolitaine dans laquelle la commune est exposée à un climat océanique altéré et est dans la région climatique Aquitaine, Gascogne, caractérisée par une pluviométrie abondante au printemps, modérée en automne, un faible ensoleillement au printemps, un été chaud (19,5 °C), des vents faibles, des brouillards fréquents en automne et en hiver et des orages fréquents en été (15 à 20 jours).
Pour la période 1971-2000, la température annuelle moyenne est de 13,3 °C, avec  une amplitude thermique annuelle de 15,2 °C. Le cumul annuel moyen de précipitations est de 878 mm, avec 11,8 jours de précipitations en janvier et 6,8 jours en juillet. Pour la période 1991-2020, la température moyenne annuelle observée sur la station météorologique la plus proche, située sur la commune de Pays de Belvès à 7 km à vol d'oiseau, est de 13,0 °C et le cumul annuel moyen de précipitations est de 888,2 mm,. Pour l'avenir, les paramètres climatiques de la commune estimés pour 2050 selon différents scénarios d’émission de gaz à effet de serre sont consultables sur un site dédié publié par Météo-France en novembre 2022.

### Hydrographie

#### Réseau hydrographique
La commune est située dans le bassin de la Dordogne au sein du Bassin Adour-Garonne. Elle est drainée par la Dordogne, le ruisseau d'Aurival et le Boule, qui constituent un réseau hydrographique de 26 km de longueur totale,,
La Dordogne, d'une longueur totale de 483,1 km, prend naissance sur les flancs du puy de Sancy (1 885 m), dans la chaîne des monts Dore, traverse six départements dont la Dordogne dans sa partie sud, et conflue avec la Garonne à Bayon-sur-Gironde, pour former l'estuaire de la Gironde,. Elle borde la commune au sud sur près de cinq kilomètres et demi, face à Allas-les-Mines et Berbiguières.
Son affluent de rive droite le ruisseau d'Aurival prend sa source dans le nord de la commune, près du lieu-dit-Fontenelle, et traverse le territoire vers le sud sur plus de quatre kilomètres.
Autre affluent de rive droite de la Dordogne, le Boule prend sa source dans le nord-ouest, en limite de Saint-Chamassy, près de Ladière, et sert de limite territoriale aux deux communes sur plus de deux kilomètres, en trois tronçons.

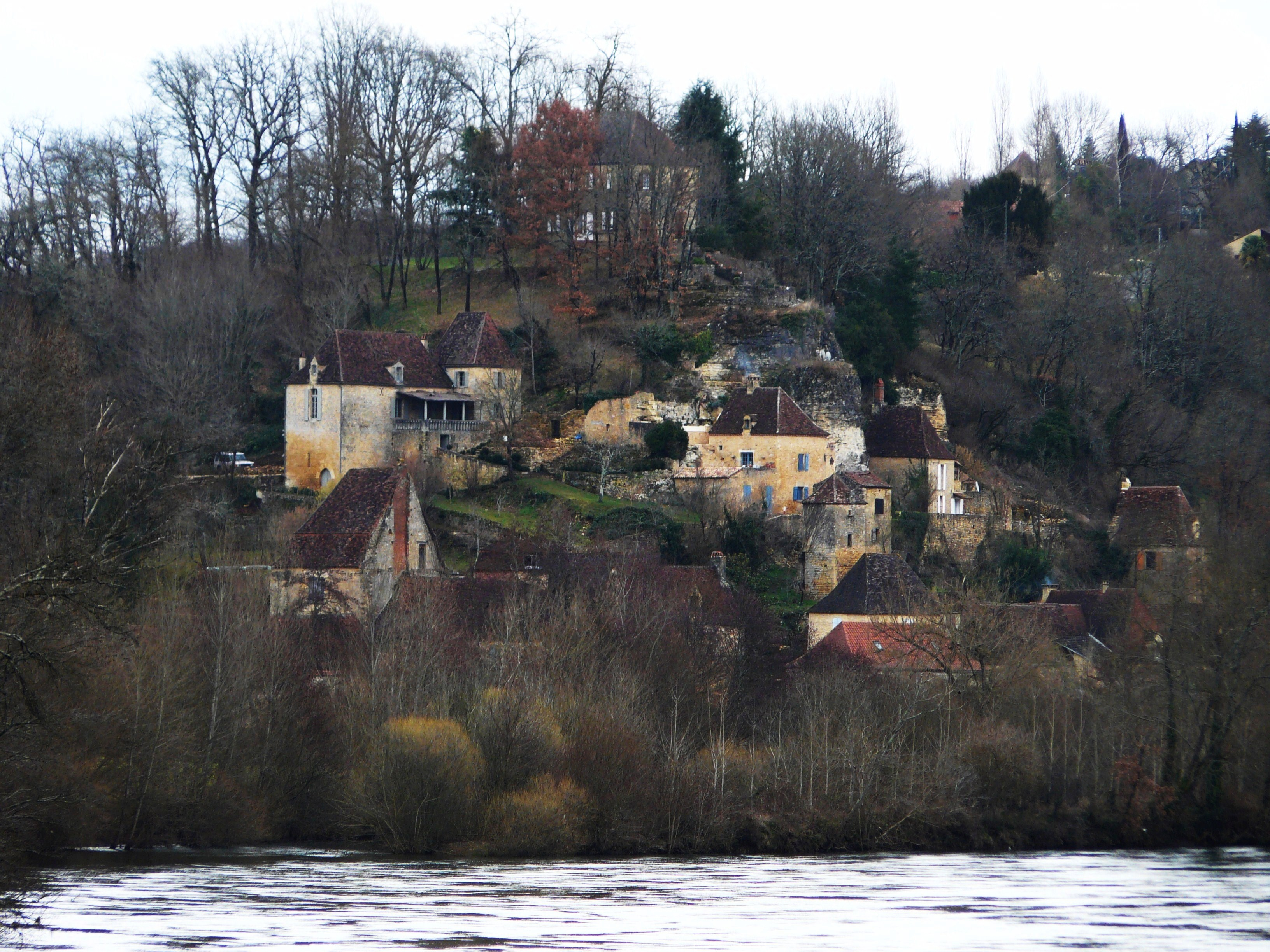
Le hameau de Bigaroque surplombant la Dordogne.
Réseaux hydrographique et routier de Coux et Bigaroque-Mouzens.
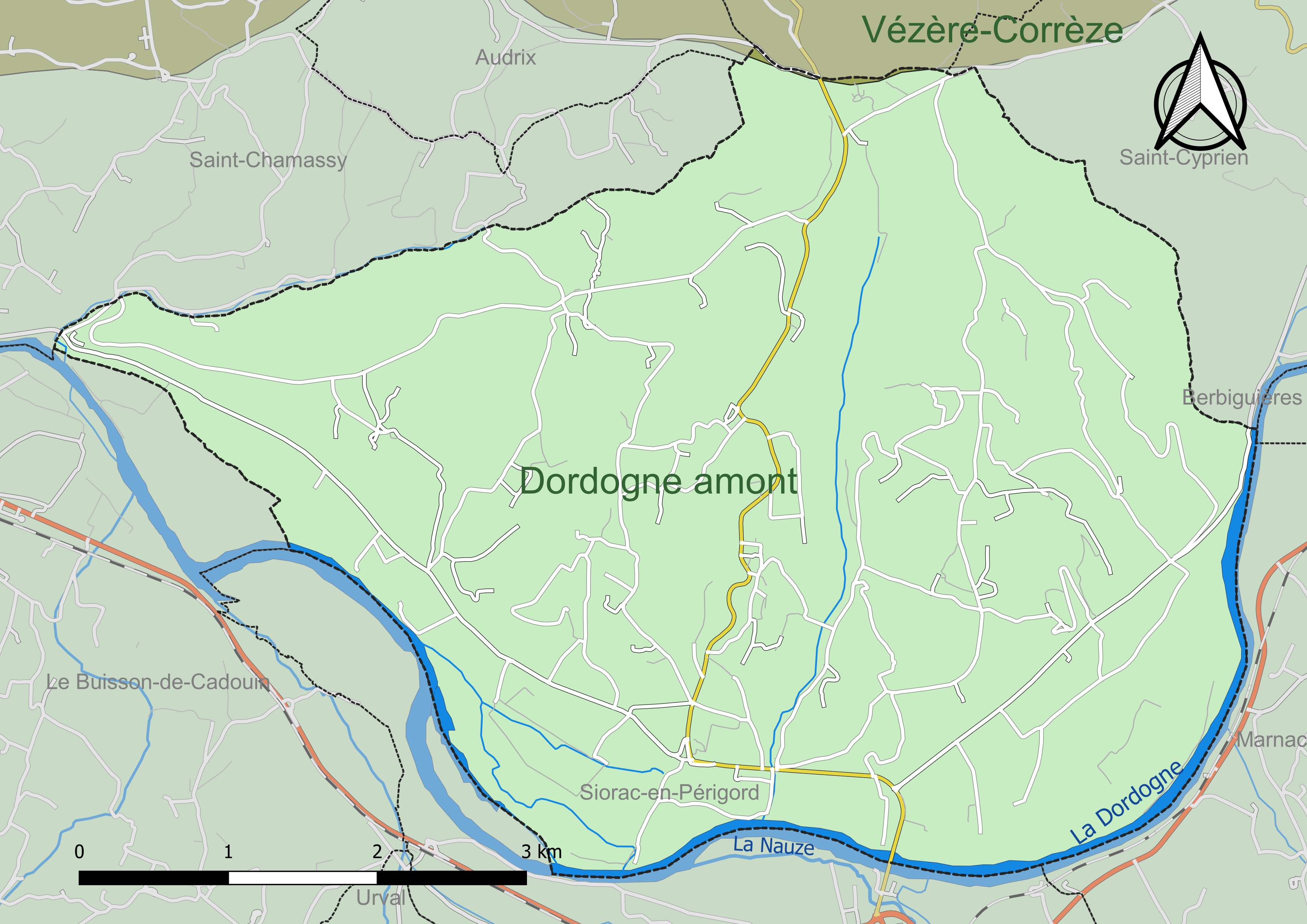
Carte des schémas d'aménagement et de gestion des eaux (SAGE) couvrant le territoire communal de Coux et Bigaroque-Mouzens.

#### Gestion et qualité des eaux
Le territoire communal est couvert par les schémas d'aménagement et de gestion des eaux (SAGE) « Dordogne amont » et « Vézère-Corrèze ». Le SAGE « Dordogne amont », dont le territoire s'étend des sources de la Dordogne jusqu'à la confluence de la Vézère à Limeuil, d'une superficie de 9 700 km2 est en cours d'élaboration. La structure porteuse de l'élaboration et de la mise en œuvre est l'établissement public territorial de bassin de la Dordogne (EPIDOR). Le SAGE « Vézère-Corrèze », dont le territoire regroupe les bassins versants de la Vézère et de la Corrèze, d'une superficie de 3 730 km2 est en cours d'élaboration. La structure porteuse de l'élaboration et de la mise en œuvre est le conseil départemental de la Corrèze. Ils définissent chacun sur leur territoire les objectifs généraux d’utilisation, de mise en valeur et de protection quantitative et qualitative des ressources en eau superficielle et souterraine, en respect des objectifs de qualité définis dans le troisième SDAGE  du Bassin Adour-Garonne qui couvre la période 2022-2027, approuvé le 10 mars 2022.
La quasi-intégralité du territoire communal dépend du SAGE Dordogne amont. Seule une infime zone au nord, limitrophe de Campagne, est rattachée au SAGE Vézère-Corrèze.
La qualité des eaux de baignade et des cours d’eau peut être consultée sur un site dédié géré par les agences de l’eau et l’Agence française pour la biodiversité.

### Milieux naturels et biodiversité

#### Natura 2000
La Dordogne est un site du réseau Natura 2000 limité aux départements de la Dordogne et de la Gironde, et qui concerne les 103 communes riveraines de la Dordogne, dont Coux et Bigaroque-Mouzens,. Seize espèces animales et une espèce végétale inscrites à l'annexe II de la directive 92/43/CEE de l'Union européenne y ont été répertoriées.
La zone Coteaux calcaires de la vallée de la Dordogne, qui s'étend au total sur 3 686 hectares et est partagée avec vingt-quatre autres communes, fait également partie du réseau Natura 2000,. Deux espèces de chauves-souris inscrites à l'annexe II de la directive 92/43/CEE de l'Union européenne y ont été répertoriées : le Grand rhinolophe (Rhinolophus ferrumequinum) et le Petit rhinolophe (Rhinolophus hipposideros). Sur la commune, elle s'étend sur près de deux kilomètres carrés, en cinq sites séparés, et correspond aux coteaux situés de chaque côté du ruisseau d'Aurival, ainsi qu'au nord des routes départementales 703 et 703E1.

#### ZNIEFF
Coux et Bigaroque-Mouzens fait partie des 102 communes concernées par la zone naturelle d'intérêt écologique, faunistique et floristique (ZNIEFF) de type II « La Dordogne »,, dans laquelle ont été répertoriées huit espèces animales déterminantes et cinquante-sept espèces végétales déterminantes, ainsi que quarante-trois autres espèces animales et trente-neuf autres espèces végétales.

## Urbanisme

### Typologie
Au 1er janvier 2024, Coux et Bigaroque-Mouzens est catégorisée commune rurale à habitat dispersé, selon la nouvelle grille communale de densité à 7 niveaux définie par l'Insee en 2022.
Elle est située hors unité urbaine et hors attraction des villes,.

### Villages, hameaux et lieux-dits
Outre les bourgs de Coux-et-Bigaroque et de Mouzens proprement dits, le territoire se compose d'autres villages ou hameaux, ainsi que de lieux-dits détaillés sur cet article et celui-ci.

### Prévention des risques
Le territoire de la commune de Coux et Bigaroque-Mouzens est vulnérable à différents aléas naturels : météorologiques (tempête, orage, neige, grand froid, canicule ou sécheresse), inondations, feux de forêts, mouvements de terrains et séisme (sismicité très faible). Il est également exposé à un risque technologique, la rupture d'un barrage. Un site publié par le BRGM permet d'évaluer simplement et rapidement les risques d'un bien localisé soit par son adresse soit par le numéro de sa parcelle.

#### Risques naturels
Certaines parties du territoire communal sont susceptibles d’être affectées par le risque d’inondation par débordement de cours d'eau, notamment la Dordogne. La commune a été reconnue en état de catastrophe naturelle au titre des dommages causés par les inondations et coulées de boue survenues en 1982, 1986, 1993, 1996, 1999, 2003 et 2008,. Le risque inondation est pris en compte dans l'aménagement du territoire de la commune par le biais du plan de prévention des risques inondation (PPRI) de la « vallée de la Dordogne amont »  approuvé le 15 avril 2011, pour les crues de la Dordogne,.
Coux et Bigaroque-Mouzens est exposée au risque de feu de forêt. L’arrêté préfectoral du 14 mars 2013 fixe les conditions de pratique des incinérations et de brûlage dans un objectif de réduire le risque de départs d’incendie. À ce titre, des périodes sont déterminées : interdiction totale du 15 février au 15 mai et du 15 juin au 15 octobre, utilisation réglementée du 16 mai au 14 juin et du 16 octobre au 14 février. En septembre 2020, un plan inter-départemental de protection des forêts contre les incendies (PidPFCI) a été adopté pour la période 2019-2029,.

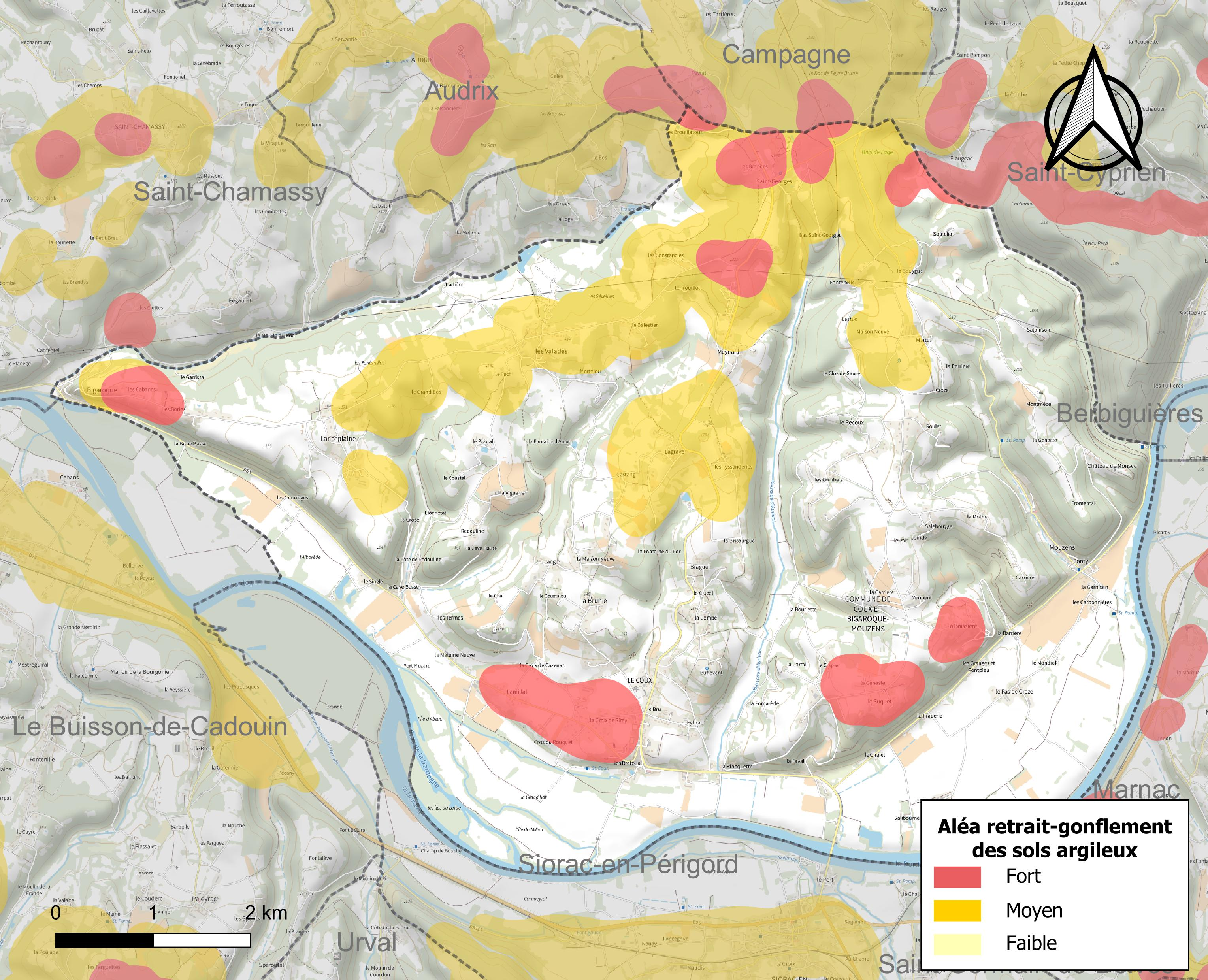
Carte des zones d'aléa retrait-gonflement des sols argileux de Coux et Bigaroque-Mouzens.

Les mouvements de terrains susceptibles de se produire sur la commune sont des tassements différentiels. Le retrait-gonflement des sols argileux est susceptible d'engendrer des dommages importants aux bâtiments en cas d’alternance de périodes de sécheresse et de pluie. 23,5 % de la superficie communale est en aléa moyen ou fort (58,6 % au niveau départemental et 48,5 % au niveau national métropolitain). Depuis le 1er octobre 2020, en application de la loi ÉLAN, différentes contraintes s'imposent aux vendeurs, maîtres d'ouvrages ou constructeurs de biens situés dans une zone classée en aléa moyen ou fort,.
La commune a été reconnue en état de catastrophe naturelle au titre des dommages causés par la sécheresse en 1989, 1992, 2005 et 2019 et par des mouvements de terrain en 1999.

#### Risque technologique
La commune est en outre située en aval du barrage de Bort-les-Orgues, un ouvrage de classe A situé dans le département de la Corrèze et faisant l'objet d'un PPI depuis 2009. À ce titre elle est susceptible d’être touchée par l’onde de submersion consécutive à la rupture de cet ouvrage.

## Histoire
La création de la nouvelle commune, entérinée par l'arrêté du 21 décembre 2015, est effective le 1er janvier 2016, entraînant la transformation des deux anciennes communes, Coux-et-Bigaroque et Mouzens, en communes déléguées.
Celles-ci sont supprimées en date du 1er janvier 2020.

## Politique et administration

### Rattachements administratifs et électoraux
La commune de Coux et Bigaroque-Mouzens dépend de l'arrondissement de Sarlat-la-Canéda.
Sur le plan électoral, elle dépend du canton de la Vallée Dordogne et de la 4e circonscription législative.

### Intercommunalité
À sa création en 2016, elle fait partie de la communauté de communes Vallée de la Dordogne et Forêt Bessède.

### Administration municipale
Pendant une période courant jusqu'au prochain renouvellement des conseils municipaux (prévu en 2020), le conseil municipal de la nouvelle commune est constitué de l'ensemble des conseillers municipaux des deux anciennes communes (quinze pour Coux-et-Bigaroque et onze pour Mouzens, soit un total de vingt-six). Le maire de la nouvelle commune est élu début 2016. Les maires des deux anciennes communes deviennent maires délégués.
La population de la commune étant comprise entre 500 et 1 499 habitants au recensement de 2017, quinze conseillers municipaux auraient dû être élus en 2020. Cependant, s'agissant du premier renouvellement du conseil municipal d'une commune nouvelle, le nombre de conseillers élus est celui de la strate supérieure, soit dix-neuf.

### Communes déléguées
| Nom                       | Code Insee | Intercommunalité                          | Superficie (km2) | Population (dernière pop. légale) | Densité (hab./km2) |
| ------------------------- | ---------- | ----------------------------------------- | ---------------- | --------------------------------- | ------------------ |
| Coux-et-Bigaroque (siège) | 24142      | CC Vallée de la Dordogne et Forêt Bessède | 19,33            | 987 (2015)                        | 51                 |
| Mouzens                   | 24298      | CC Vallée de la Dordogne et Forêt Bessède | 8,14             | 233 (2015)                        | 29                 |

En date du 1er janvier 2020, les deux communes déléguées de Coux-et-Bigaroque et de Mouzens sont supprimées.

### Liste des maires
| Période                                  | Période  | Identité            | Étiquette | Qualité                                                                                   |
| ---------------------------------------- | -------- | ------------------- | --------- | ----------------------------------------------------------------------------------------- |
| Les données manquantes sont à compléter. |          |                     |           |                                                                                           |
| janvier 2016                             | mai 2020 | Michel Rafalovic    | LR        | Retraité de l'armée Président de la CC Vallée de la Dordogne et Forêt Bessède (2014-2020) |
| mai 2020                                 | En cours | Jean-Louis Chazelas |           | Agriculteur                                                                               |

## Équipements et services publics

### Justice
Dans le domaine judiciaire, Coux et Bigaroque-Mouzens relève : 
- du tribunal de proximité de Sarlat-la-Canéda ;
- du tribunal judiciaire, du tribunal pour enfants, du conseil de prud'hommes et du tribunal de commerce de Bergerac ;
- du pôle Nationalité du tribunal judiciaire de Périgueux (compétent uniquement dans le domaine de la nationalité) ;
- de la cour d'appel et de la cour administrative d'appel de Bordeaux.

## Population et société

### Démographie
En février 2021, le conseil municipal a validé le gentilé « Couzensois » comme nom des habitants de la commune nouvelle,.
L'évolution du nombre d'habitants est connue à travers les recensements de la population effectués dans la commune depuis sa création.

En 2022, la commune comptait 1 234 habitants, en évolution de +1,15 % par rapport à 2016 (Dordogne : +0,37 %, France hors Mayotte : +2,11 %).
| 2016  | 2017  | 2022  |
| ----- | ----- | ----- |
| 1 220 | 1 220 | 1 234 |

## Économie

### Emploi
En  2016, parmi la population communale comprise entre 15 et 64 ans, les actifs représentaient 524 personnes, soit 43,0 % de la population municipale. Il y avait 59 chômeurs, soit un taux de chômage de cette population active de 11,3 %.

### Établissements
Au 31 décembre 2015, il y avait 120 établissements, dont soixante au niveau des commerces, transports ou services, vingt-trois dans l'agriculture, la sylviculture ou la pêche, dix-neuf dans la construction, dix relatifs au secteur administratif, à l'enseignement, à la santé ou à l'action sociale, et huit dans l'industrie.

## Culture locale et patrimoine

### Lieux et monuments
- Église Saint-Martin de Coux

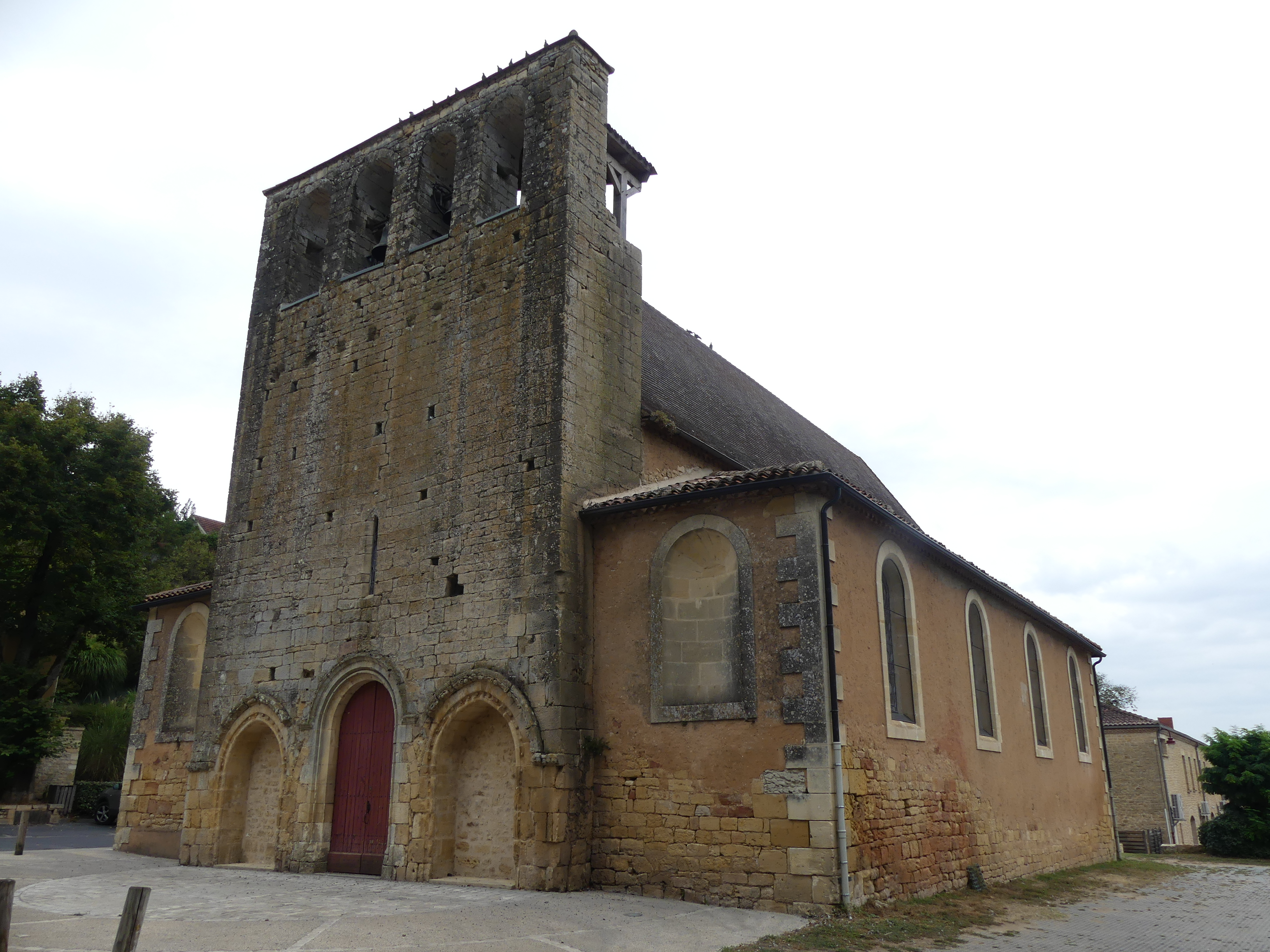
L'église Saint-Martin de Coux.
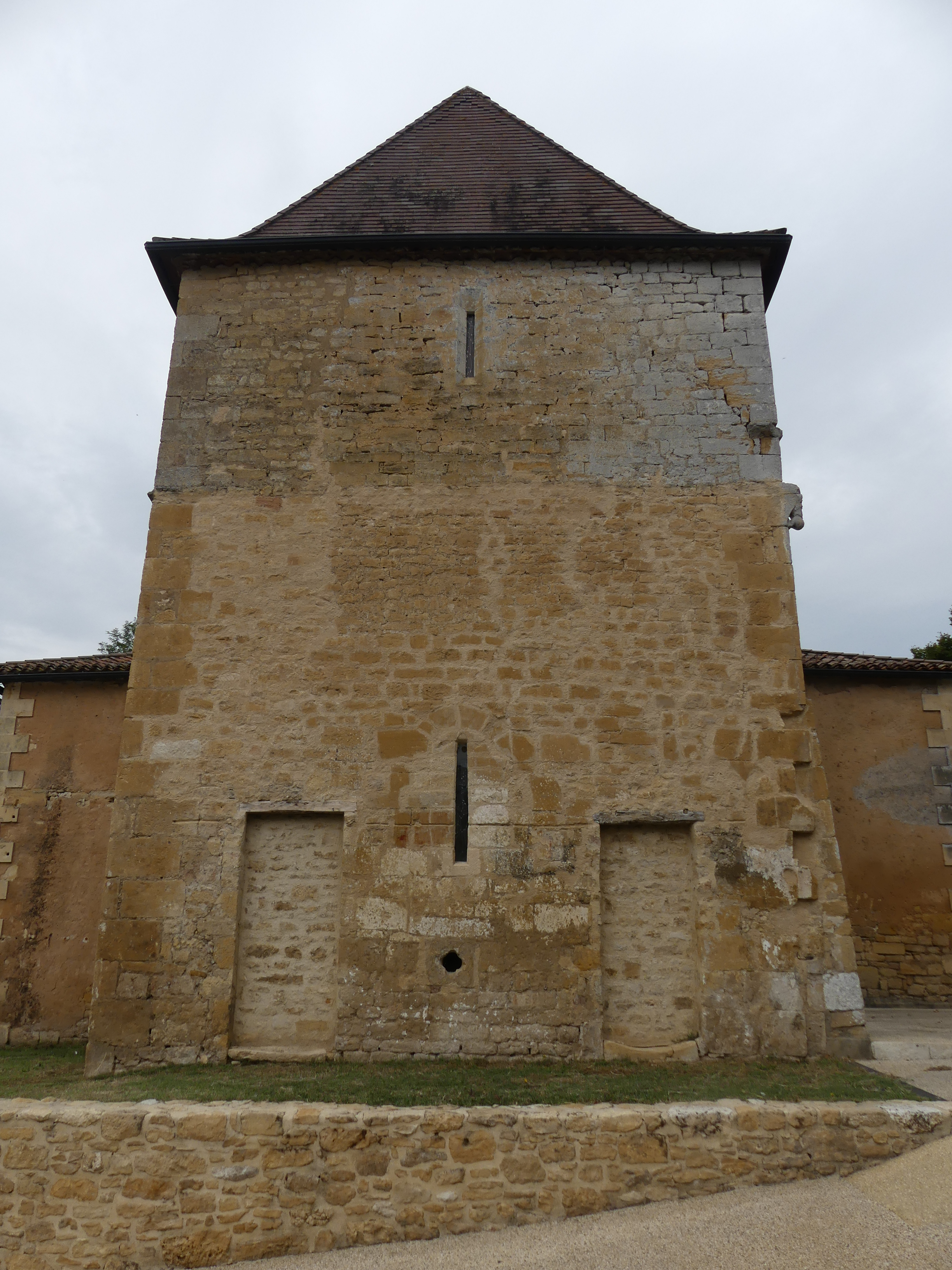
Son chevet.
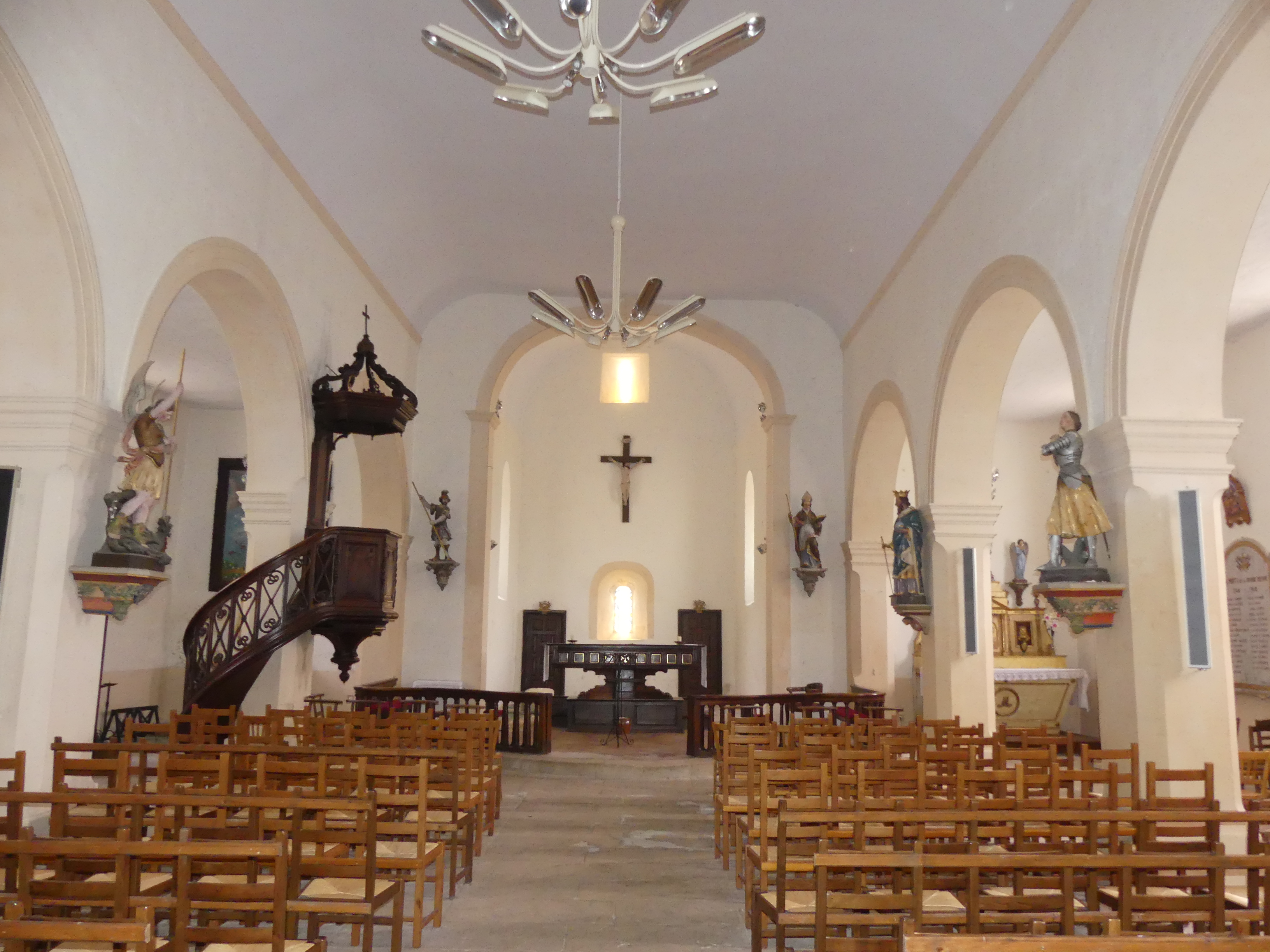
Sa nef.

- Église Saint-Jean de Bigaroque. L'église date du XIVe siècle pour le castrum, peut-être par Clément V. L'église est rectangulaire et non voûtée. De nombreuses reprises sont visibles dans les appareils réguliers et les moellonnages de fortune. Le chevet n'est percé que d'une seule baie en plein cintre, aveuglée. Les murs goutterots ont quatre baies brisées reprises en 1890. Le clocher-mur est bercé d'un portail brisé, d'une baie en plein cintre et deux baies campanaires, surmonté d'un petit campanile récent percé d'une baie campanaire. L'autel de pierre du XIIe siècle provient peut-être de l'ancienne église Saint-Blaise qui était dans le castrum et a disparu[66].

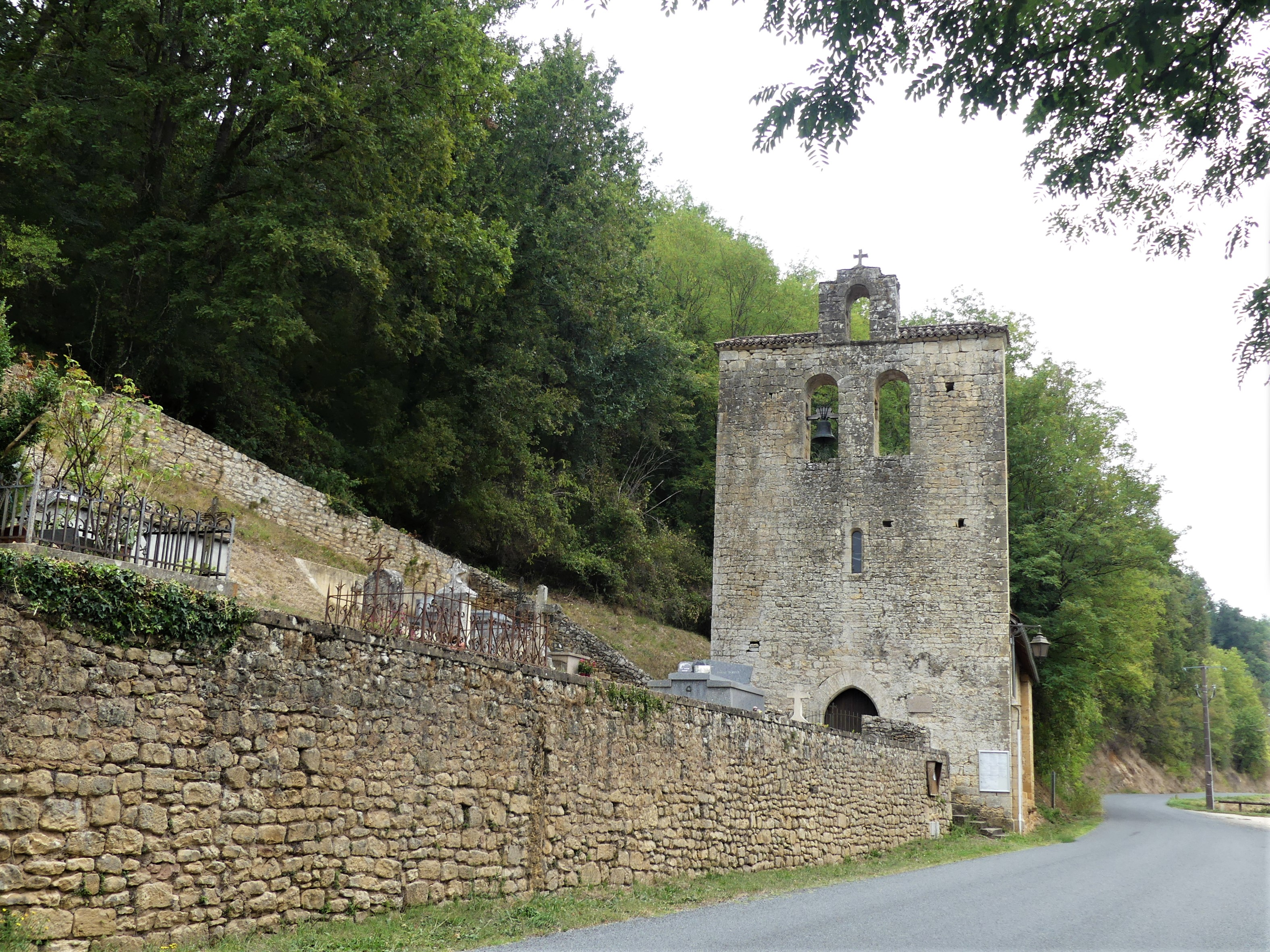
L'église Saint-Jean de Bigaroque.
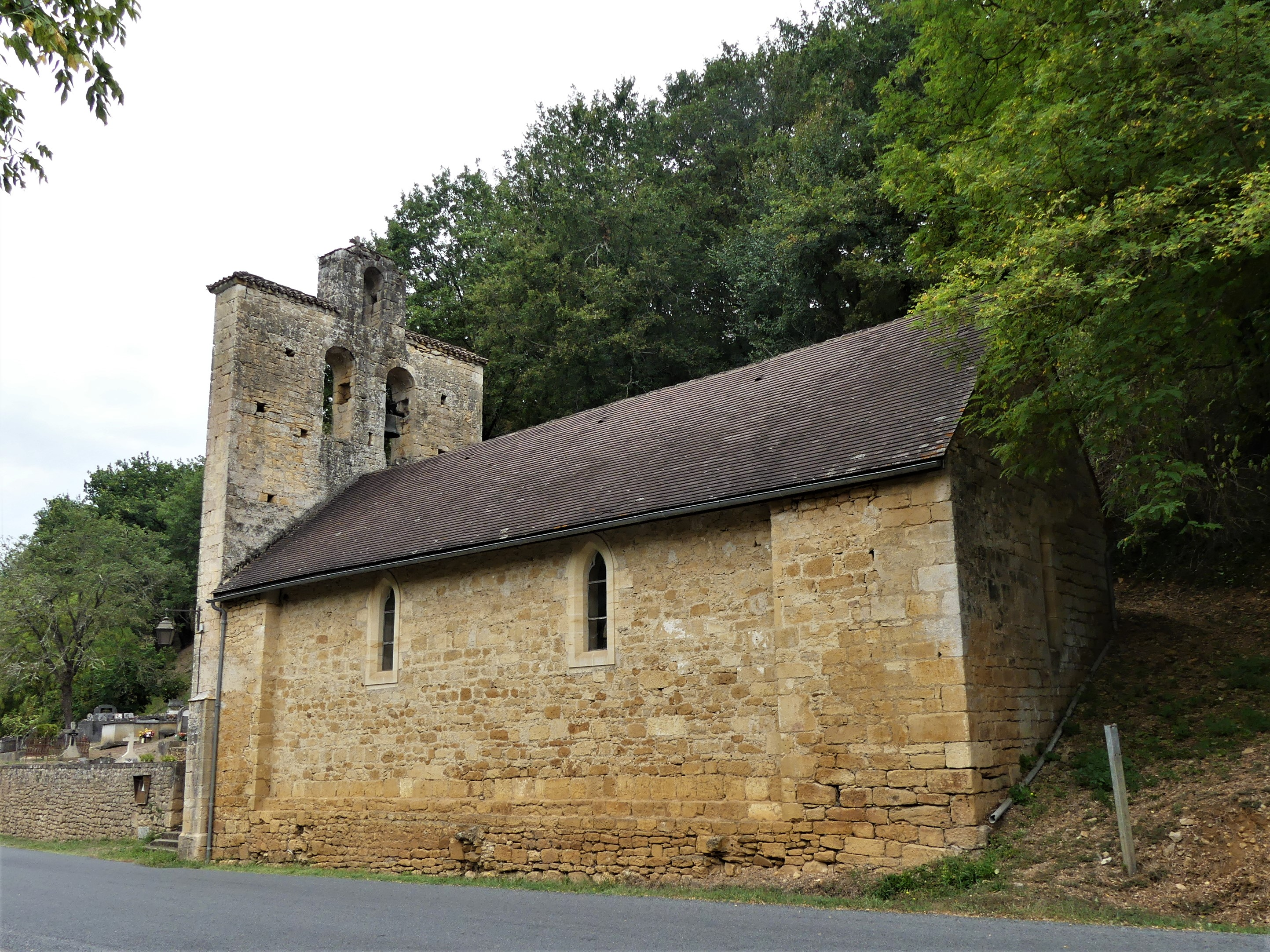
Idem.

- Château de Monsec à Mouzens.

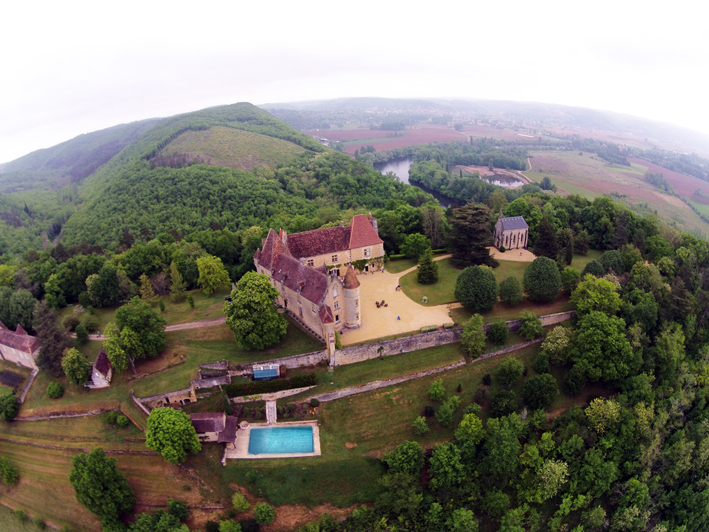
Vue aérienne du château de Monsec.
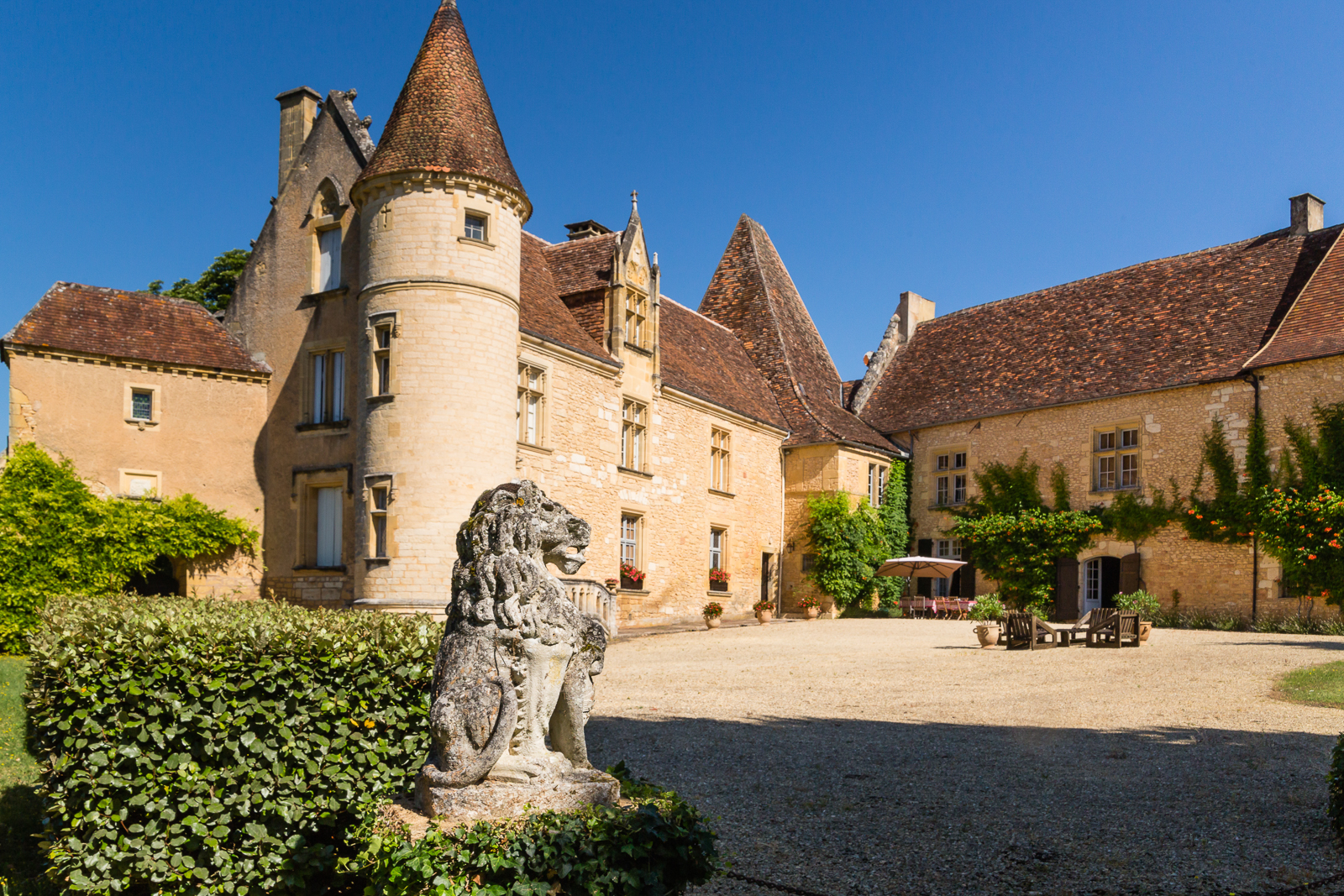
Sa façade sur cour.

## Pour approfondir